# Boursonne
Boursonne – miejscowość i gmina we Francji, w regionie Hauts-de-France, w departamencie Oise.
Według danych na rok 1990 gminę zamieszkiwało 229 osób, a gęstość zaludnienia wynosiła 67 osób/km² (wśród 2293 gmin Pikardii Boursonne plasuje się na 770. miejscu pod względem liczby ludności, natomiast pod względem powierzchni na miejscu 1020.).